# أفسانه بايكان
أفسانه بايكان (بالفارسية: افسانه بایگان) (2 يناير 1961) ممثلة تلفزيونية وسينمائية إيرانية. حائزة على المركز الثاني في مهرجان ملكة جمال إيران 1976. ولدت في طهران، وبدأت مسيرتها الفنية بالفيلم القصير بوغ في عام 1982، للمخرج علي علي نجاد.

## فيلموغرافيا
- مفقود (1985)
- ملاذ المغازلة (1986)
- الثانوية (1986)
- المنظمة (1986)
- دعني أعيش (1986)
- مسك الروم (1987)
- العقوبة (1987)
- توبا (1988)
- الفرصة الأخيرة (1989)
- مورتال (1989)
- شانجول ومانغول (1989)
- ميزتان مع تذكرة (1990)
- الذئاب الجائعة (1991)
- فرصة العيش (1991)
- المحافظة (1991)
- هجوم السرطانات (1992)
- روعة العودة (1992)
- مريم وميتل (1992)
- ألما (1992)
- عطال ماتال توتليه (1992)
- العقوبة (1994)
- يوم مذهل (1994)
- الأخوات غير المألوفات (1995)
- لم يغفر (1996)
- الجرحى (1997)
- Tathti (1997)
- المتمرد (1997)
- رجال حيلة (1997)
- الرجل المتغير (1998)
- يد في التربة (1998)
- غارة الليل (1998)
- توتيا (1998)
- المرأة رائعة (2010)
- نيجار (2014)
- شيرين 2008

## روابط خارجية
- أفسانه بايغان على موقع IMDb (الإنجليزية)
- أفسانه بايغان على موقع قاعدة بيانات الفيلم (الإنجليزية)